# Sathodrilus carolinensis
Sathodrilus carolinensis är en ringmaskart som beskrevs av Holt 1968. Sathodrilus carolinensis ingår i släktet Sathodrilus och familjen Cambarincolidae. Inga underarter finns listade i Catalogue of Life.